# Форсайт, Эндрю Рассел
Э́ндрю Ра́ссел Форса́йт (англ. Andrew Russell Forsyth; 1858—1942) — британский математик. Труды по  теории функций, дифференциальной геометрии, вариационному исчислению, теории дифференциальных уравнений.
Член Лондонского королевского общества (1886), иностранный член Национальной академии наук США (1907). Лауреат Королевской медали (1897). Почётный доктор («Honoris causa») Королевского университета Осло (1902).

## Биография
Форсайт родился в Глазго в 1858 году в семье морского инженера. Учился в Ливерпульском и Кембриджском университетах (1877—1881), получив по окончании университета высшее отличие («Senior wrangler»).
В период 1882—1884 годов — преподаватель Ливерпульского университетского колледжа, далее до 1910 года — профессор Кембриджского университета. Это наиболее плодотворный период его жизни. Форсайт развивал теорию аналитических и специальных функций, теорию дифференциальных уравнений (как обыкновенных, так и с частными производными, теорию инвариантов. Именно он ввёл в Кембриджском университете преподавание теории функций. В 1886 году 28-летний учёный стал членом Лондонского королевского общества.
Его монография «Теория функций комплексной переменной» (1895) оказала большое влияние на развитие английской математической школы. В 1908 году Форсайт был докладчиком на Международном конгрессе математиков в Риме.
Форсайт был вынужден покинуть свою кембриджскую кафедру в 1910 году в результате скандала, вызванного его романом с замужней женщиной Мэрион Амелией Бойз, женой физика Чарлза Бойза. Оскорблённый муж добился развода, после чего Мэрион в том же 1910 году вышла замуж за Форсайта и на несколько лет уехала с ним в Калькутту.
В 1913—1923 годы Форсайт — профессор Имперского колледжа наук и техники Лондонского университета (с 1923 года — заслуженный профессор в отставке). После отставки Форсайт продолжал активную научную деятельность (до 80 лет). Умер в Лондоне в военном 1942 году, кремирован в крематории Голдерс-Грин.

## Основные труды
- Трактат о дифференциальных уравнениях (A Treatise on Differential Equations, 1885).
- Теория функций комплексной переменной (Theory of Functions of a Complex Variable, 1893).
- Геодезические на сплюснутом сфероиде (Geodesics on an oblate spheroid(, 1895—96).
- Теория дифференциальных уравнений (Theory of Differential Equations , 1890—1906) в шести томах.
- Лекции по дифференциальной геометрии кривых и поверхностей (Lectures on the Differential Geometry of Curves and Surfaces, 1912)
- Вводные лекции по теории функций двух комплексных переменных (Lectures Introductory to the Theory of Functions of Two Complex Variables, 1914)
- Вариационное исчисление (Calculus of Variations, 1927)
- Геометрия четырех измерений (Geometry of Four Dimensions , 1930)
- Внутренняя геометрия идеального пространства (Intrinsic Geometry of Ideal Space, 1935)